# Breitling

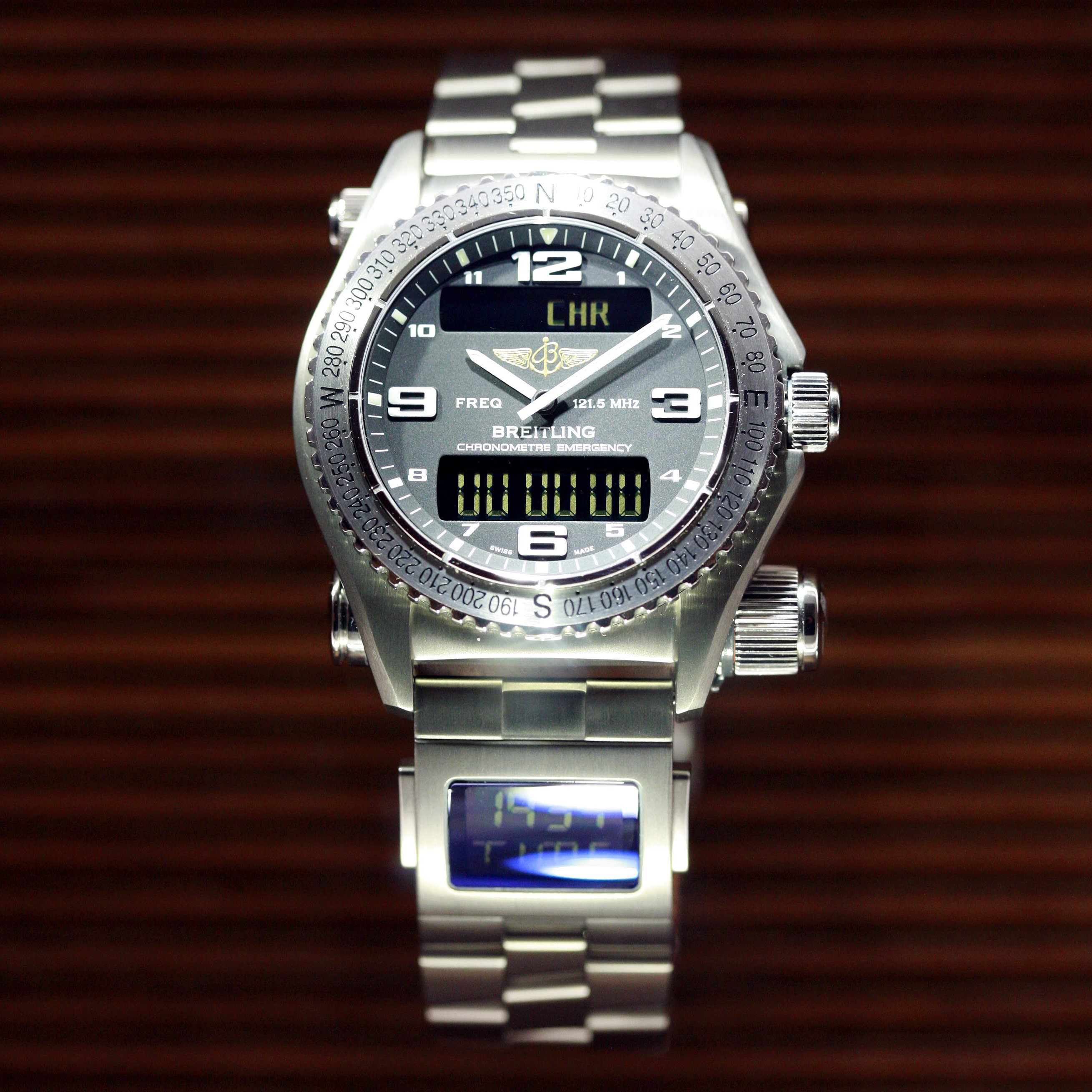
Armbandsuret Breitling Emergency.

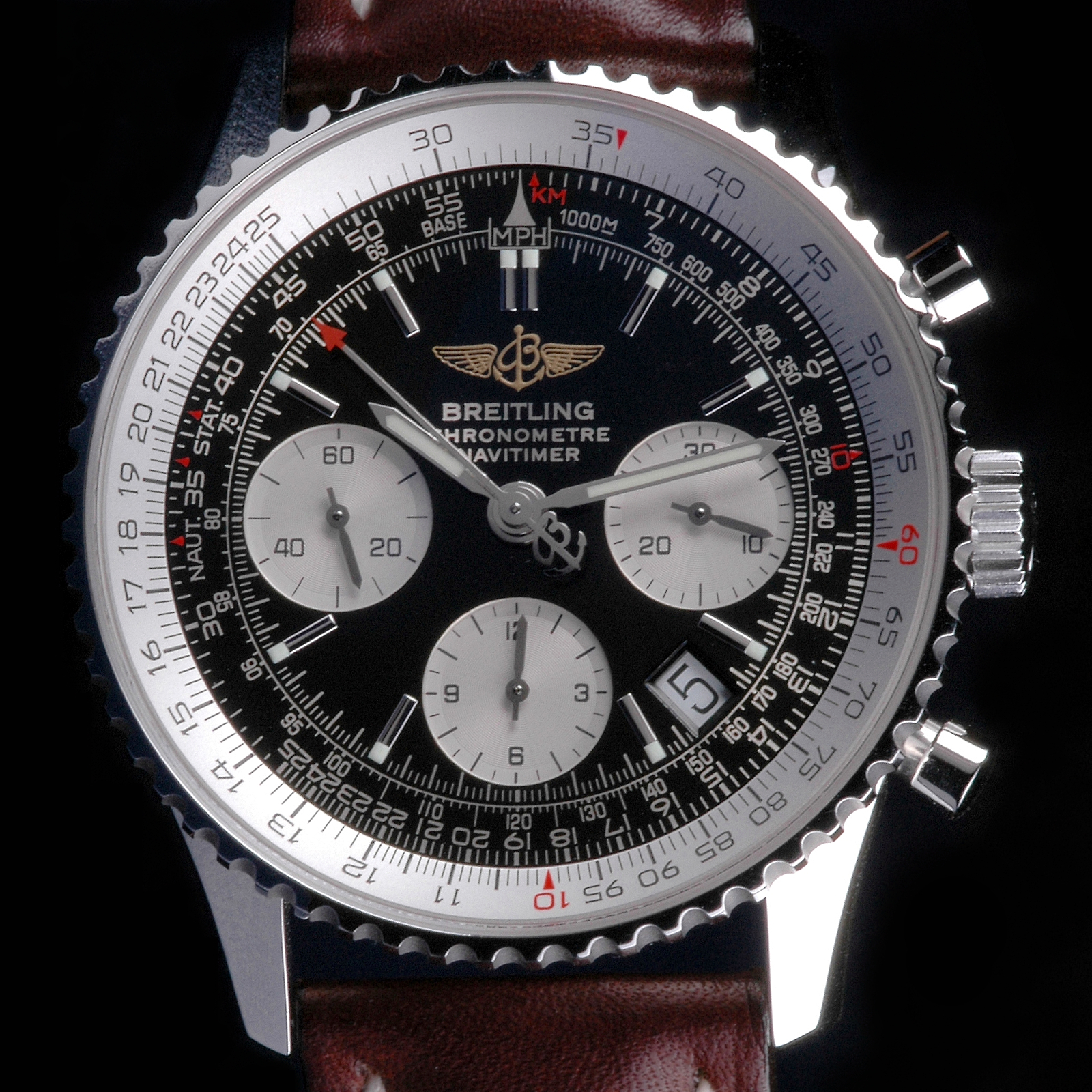
Breitling Navitimer med inbyggd räknesticka.

Breitling SA är en schweizisk tillverkare av exklusiva klockor och armbandsur.

## Historia
Leon Breitling startade sin urmakarverksamhet i den lilla schweiziska staden Saint-Imier 1884. 1892 flyttade tillverkningen till La Chaux-de-Fonds. 
I takt med att flygplanen utvecklades ställdes nya krav på tidtagning och 1915 specialiserade sig Breitling på att tillverka armbandsur. Vid det här laget hade Leon dragit sig tillbaka och lämnat över ansvaret till sonen Gaston. 
Under 1930-talet tog Gastons son Willi över företaget och Breitling blev leverantör till Royal Air Force. Willi sålde varumärket till piloten Ernest Schneider år 1979. Numera ligger huvudkontoret i Grenchen.